# Domprosteriet, Karlstads stift
Domprosteriet i Karlstads stift är ett kontrakt inom Karlstads stift av Svenska kyrkan. Kontraktskoden är 0901.

## Administrativ historik
Kontraktet bildades 1647 med namnet Kils kontrakt och omfattade från 1819 och före 1962
- Karlstads stadsförsamling som 1934 namnändrades till Karlstads församling som 1962 namnändrades till Karlstads domkyrkoförsamling
- Karlstads landsförsamling som 1934 uppgick i Karlstads församling
- Stora Kils församling
- Frykeruds församling
- Övre Ulleruds församling som 2006 uppgick i Ulleruds församling som 2013 uppgick i Forshaga-Munkfors församling
- Nedre Ulleruds församling som 2006 uppgick i Ulleruds församling som 2013 uppgick i Forshaga-Munkfors församling
- Ransäters församling som 2010 uppgick i Munkfors-Ransäters församling som 2013 uppgick i Forshaga-Munkfors församling
- Munkfors församling som bildades 1918 och som 2010 uppgick i Munkfors-Ransäters församling som 2013 uppgick i Forshaga-Munkfors församling
- Grava församling
- Forshaga församling som 2013 uppgick i Forshaga-Munkfors församling
- Hammarö församling

1962 namnändrades kontraktet till Domprosteriet samtidigt som från Nyeds kontrakt tillfördes
- Östra Fågelviks församling som 2006 uppgick i Väse-Fågelviks församling

samtidigt bildades
- Norrstrands församling

1992 tillfördes från Jösse kontrakt
- Boda församling

samtidigt bildades
- Västerstrands församling

2001 tillfördes från då upplösta Nyeds kontrakt
- Väse församling som 2006 uppgick i Väse-Fågelviks församling
- Nyeds församling som 2006 uppgick i Alster-Nyedsbygdens församling
- Älvsbacka församling som 2006 uppgick i Alster-Nyedsbygdens församling
- Alsters församling som 2006 uppgick i Alster-Nyedsbygdens församling

1 april 2015 överfördes till det då nybildade Södra Värmlands kontrakt
- Stora Kils församling
- Frykeruds församling
- Boda församling
- Grava församling
- Forshaga-Munkfors församling